# Rodolfo de Paoli
Rodolfo Jorge De Paoli (Buenos Aires, 26 de outubro de 1978) é um ex jogador de futebol, locutor e treinador argentino.  Atua como narrador da TyC Sports, sendo também o principal locutor do Pro Evolution Soccer na América Hispânica.

## Biografia
Iniciou sua carreira como meio-campista, atuando pelo Club Atlético Nueva Chicago entre 1997 e 1998, jogando também pelo Banfield em 1998, posteriormente atuou em clubes do México e Equador, não tendo êxito, retornou à argentina onde se afastou dos gramados aos 22 anos.
Como treinador, comandou clubes como Deportivo Riestra, Argentino de Merlo, Real Pilar e, tendo treinado por último o clube que o revelou, Nueva Chicago, em 2019., atualmente trabalha apenas como treinador e comanda o Club Atlético Patronato.

## Locutor
Começou narrando jogos na Radio Mitre de Buenos Aires, paralelamente atuou como comentarista no Canal 9. Narrou também diversos jogos do Boca Juniors e River Plate, no canal Telefé. É o atual locutor do PES para a América Hispânica, desde 2018.